# Smržovka
Smržovka är en stad i Tjeckien.   Den ligger i distriktet Okres Jablonec nad Nisou och regionen Liberec, i den norra delen av landet, 90 km nordost om huvudstaden Prag. Smržovka ligger 583 meter över havet och antalet invånare är 3 433.
Terrängen runt Smržovka är kuperad, och sluttar söderut. Runt Smržovka är det tätbefolkat, med 257 invånare per kvadratkilometer. Närmaste större samhälle är Jablonec nad Nisou, 5,5 km väster om Smržovka. Omgivningarna runt Smržovka är en mosaik av jordbruksmark och naturlig växtlighet.